# الطول واللون والحرية
الطول واللون والحرية هو الألبوم الحادي عشر للفنان المصري محمد منير, تم إصداره عام 1992.

## قائمة الأغاني
- 1. نانا
- 2. جدو
- 3. صغير السن
- 4. عصفور
- 5. هيا
- 6. الطول واللون والحرية
- 7. تعالالي
- 8. سحر المغنى ( مع أميرة)